# Sân bay Zürich

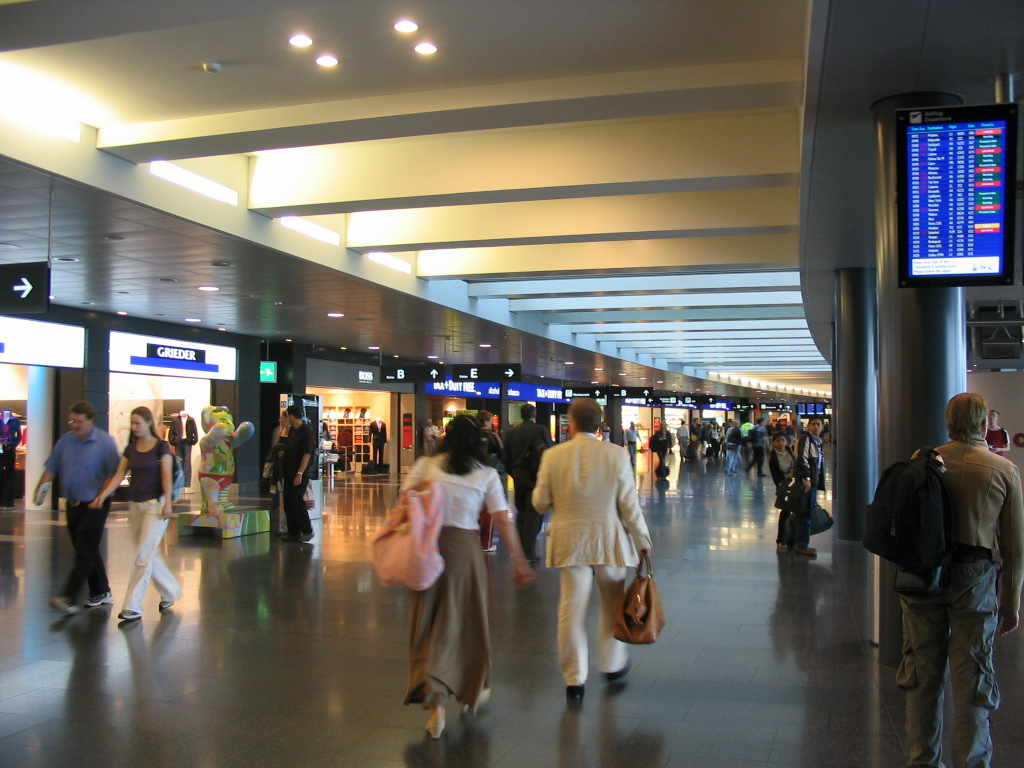
Bên trong nhà ga

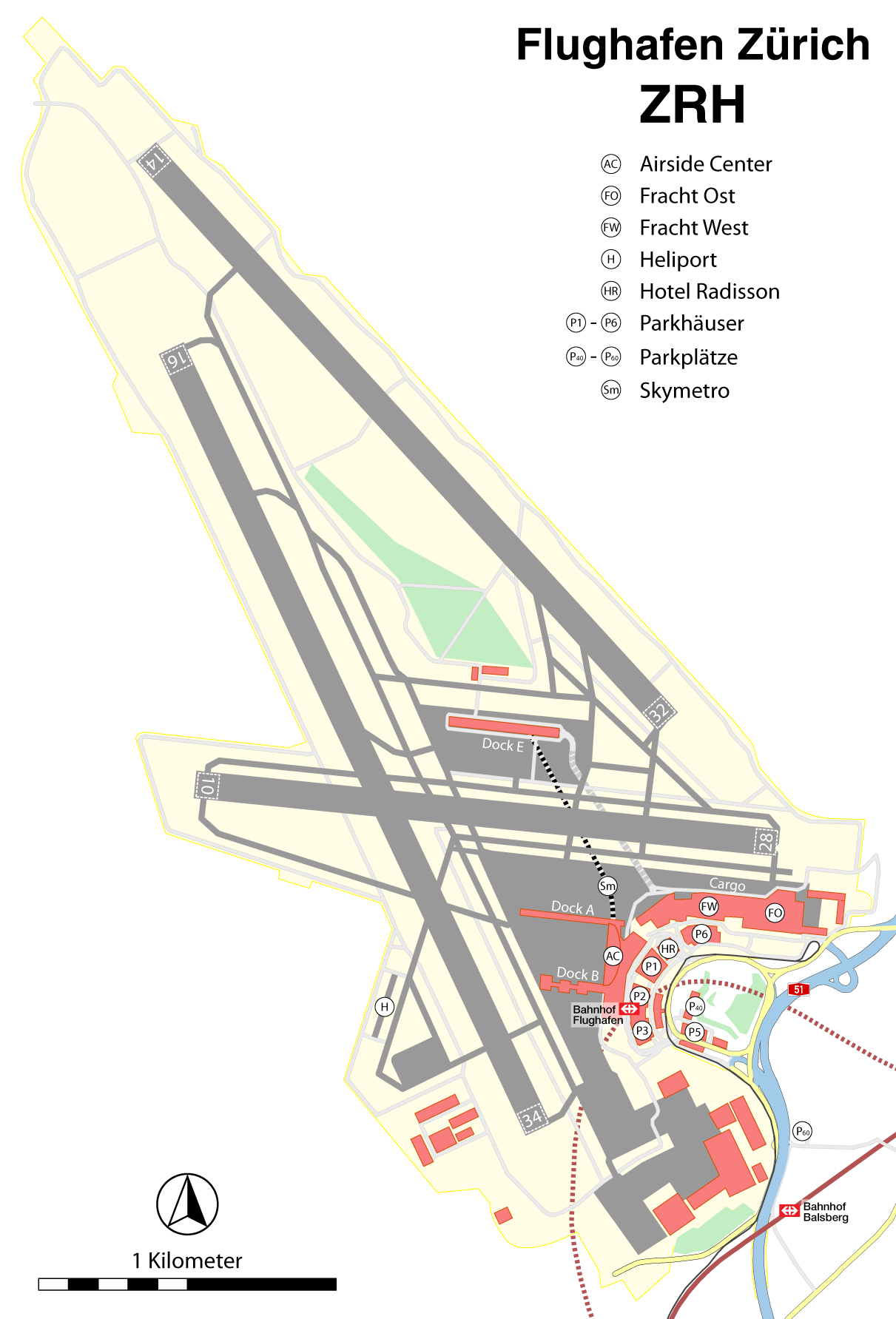

Sân bay Zürich (IATA: ZRH, ICAO: LSZH) cũng gọi là Sân bay Kloten, tọa lạc tại bang Kloten, Thụy Sĩ và được quản lý bởi Unique Airport. Đây là cửa ngõ quốc tế lớn nhất Thụy Sĩ và là trung tâm của hãng Swiss International Air Lines (sớm trở thành trung tâm của Lufthansa). Skyguide chịu trách nhiệm kiểm soát không lưu tại sân bay Zürich.
Năm 2003, Sân bay quốc tế Zürich đã hoàn tất một dự án mở rộng lớn, xây một ga-ra đậu xe mới, một nhà ga hàng không giữa sân, một đường tàu điện ngầm chuyển khách giữa tổ hợp nhà ga hiện hữu và nhà ga mới. Sân bay Zürich mất nhiều lưu lượng vận chuyển khi hãng Swissair ngừng hoạt động. Khi Lufthansa mua lại hãng kế nhiệm của Swissair là Swiss International Air Lines (SWISS), lưu lượng vận chuyển lại tăng. Nhà ga đường sắt của sân bay Zürich (Zürich Flughafen) nằm dưới nhà ga hành khách hàng không. Có nhiều tàu đến nhiều nơi khác nhau của Thụy Sĩ; frequent S-Bahn services, plus direct Inter-regio and intercity services to Winterthur, Bern, Basel và Lucerne(Luzern). By changing trains at Zürich HB (Zürich main station) phần lớn các địa điểm khác của Thụy Sĩ có thể đến được trong vài giờ đồng hồ.
Năm 2011, sân bay này đã phục vụ hơn 24,3 triệu lượt khách.

## Các hãng hàng không và các điểm đến
- Adria Airways (Ljubljana)
- Aegean Airlines (Athens, Thessaloniki)
- Air Serbia (Belgrade)
- American Airlines (Philadelphia)
- Aer Lingus (Dublin)
- Aeroflot (Moscow-Sheremetyevo)
- airBaltic (Riga)
- Air Canada (Delhi, Toronto-Pearson)
- Air Malta (Luqa)
- Air Mauritius (Mauritius)
- Air France (Lyon)
  - CityJet (Paris-Charles de Gaulle)
- Alitalia
  - Alitalia Express (Milan-Malpensa)
- American Airlines (Dallas/Fort Worth, New York-JFK)
- Austrian Airlines (Vienna)
- British Airways (London-Gatwick, London-Heathrow)
  - BA Connect (Bristol, London-City)
- Bulgaria Air (Sofia)
- Cirrus Airlines (Dresden)
- City Airline (Gothenburg-Landvetter)
- Croatia Airlines (Pula, Split, Zadar, Zagreb)
- Cyprus Airways (Larnaca)
- Czech Airlines (Prague)
- Delta Air Lines (Atlanta)
- Edelweiss Air (Agadir, Alghero, Bodrum, Bourgas, Cagliari, Cancun, Colombo, Corfu, Djerba, Faro, Fortaleza, Fuerteventura, Gran Canaria, Heraklion, Holguin, Hurghada, Ibiza, Jerez, Kos, Lanzarote, Larnaca, Lesbos, Luxor, Male, Mallorca, Marrakech, Minorca, Mombasa, Monastir, Montego Bay, Mykonos, Olbia, Palma de Mallorca, Phuket, Pristina, Puerto Plata, Punta Cana, Rhodes, Salvador de Bahia, Samos, Santorini, Sharme El Sheikh, Skiathos, Tenerife, Tp.Hồ Chí Minh (theo mùa), Thessaloniki, Varadero, Varna, Zakynthos, Zanzibar)
- El Al (Tel Aviv)
- Emirates (Dubai)
- European Air Express (Münster)
- Finnair (Helsinki)
- Fly Air (Istanbul-Atatürk)
- Free Bird Airlines (Antalya)
- Germanwings (Cologne/Bonn)
- Helvetic Airways (Agadir, Alicante, Bari, Brindisi, Catania, Lamezia Terme, Marrakech, Naples, Palermo, Skopje, Valencia)
- Iberia (Madrid)
- Japan Airlines (Tokyo-Narita)
- KLM Royal Dutch Airlines (Amsterdam)
- Korean Air (Seoul-Incheon)
- LOT Polish Airlines (Warsaw)
- Lufthansa (Berlin-Tegel, Düsseldorf, Frankfurt, Hamburg, Munich)
- Macedonian Airlines (Ohrid, Skopje)
- Montenegro Airlines (Podgorica)
- Norwegian Air Shuttle (Oslo)
- Ostfriesische Lufttransport (Bremen)
- Onur Air (Antalya, Istanbul-Atatürk, Izmir)
- Pegasus Airlines (Antalya)
- Qatar Airways (Doha)
- Rossiya Airlines (St. Petersburg)
- Royal Air Maroc (Casablanca)
- Royal Jordanian (Amman)
- Scandinavian Airlines System (Copenhagen, Stockholm-Arlanda)
  - SAS Braathens (Oslo)
- Singapore Airlines (Singapore)
- SunExpress (Antalya)
- Swiss International Air Lines (Amsterdam, Athens, Bangkok, Barcelona, Belgrade, Berlin-Tegel, Boston, Brussels, Bucharest-Otopeni, Budapest, Cairo, Chicago-O'Hare, Copenhagen, Dar es Salaam, Douala, Dubai, Dublin, Frankfurt, Geneva, Hamburg, Hanover, Hong Kong, Istanbul-Atatürk, Jeddah, Johannesburg, Lisbon, London-Heathrow, Los Angeles, Madrid, Malabo, Malaga, Miami, Milan-Malpensa, Montréal, Moscow-Domodedovo, Mumbai, Munich, Muscat, Nairobi, New York-JFK, Nice, Palma de Mallorca, Paris-Charles de Gaulle, Riyadh, Rome-Fiumicino, Santiago de Chile, São Paulo-Guarulhos, Singapore, Stockholm-Arlanda, Tel Aviv, Thessaloniki, Tokyo-Narita, Tripoli, Valencia, Vienna, Yaounde)
  - Swiss European Air Lines (Amsterdam, Basel/Mulhouse, Birmingham, Brussels, Copenhagen, Düsseldorf, Frankfurt, Geneva, Hamburg, Hanover, London-City, Luxembourg, Manchester, Milan-Malpensa, Munich, Nice, Paris-Charles de Gaulle, Prague, Venice, Warsaw)
  - Swiss International Air Lines cung ứng bởi Cirrus Airlines (Nuremberg, Stuttgart)
  - Swiss International Air Lines cung ứng bởi Helvetic Airways (Budapest, Manchester)
  - Swiss International Air Lines cung ứng bởi PrivatAir (Newark)
- TAP Portugal (Lisbon)
- Thai Airways International (Bangkok)
- Turkish Airlines (Ankara, Istanbul-Atatürk)
- Ukraine International (Kiev-Boryspil)
- United Airlines (Washington-Dulles)